# 大歳神社 (飛騨市)
大歳神社（おおとしじんじゃ）は、岐阜県飛騨市（旧・吉城郡古川町）にある神社。
境内社の中宮神社は、飛騨国式内社の阿多由太神社の論社である。

## 概要
創建時期は不詳。日本三代実録には貞観九年（867年）、飛騨国正六位上大歳神に従五位上を授けるという記述があり、それ以前の創建と推測される。
1872年（明治5年）に村社となる。1907年（明治40年）に中宮神社、小島天満宮、金刀比羅神社を合祀。1942年（昭和17年）に郷社となる。戦後、岐阜県神社庁により銀幣社に指定される。

## 祭神
- 大歳神

## 境内社
- 中宮神社　（祭神：白山比咩命）
- 小島天満宮　（祭神：菅原道真）
- 金刀比羅神社　（祭神；大己貴神、崇徳天皇）

## 所在地
- 岐阜県飛騨市古川町杉崎41